# Hünningen (België)
Hünningen (Frans: Hunnange) is een plaats in de Duitstalige gemeente Büllingen in de Belgische provincie Luik. Het dorp heeft 402 inwoners (2021) en ligt in de Belgische Eifel.

## Geschiedenis
Tot het einde van de 19e eeuw kwamen mislukte oogsten voor. De laatste hongersnood was in 1882/1883 waarbij het bevolkingsaantal afnam met meer dan een kwart door emigratie naar Amerika of naar de industriële centra van het Ruhrgebied en het Maasbekken.
In 1944 werd het dorp ook zwaar getroffen door het Ardennenoffensief.  Ongeveer 50% van de gebouwen werd vernield of beschadigd en veel inwoners kwamen om het leven.

## Bezienswaardigheden
- De Sint-Jozefkerk

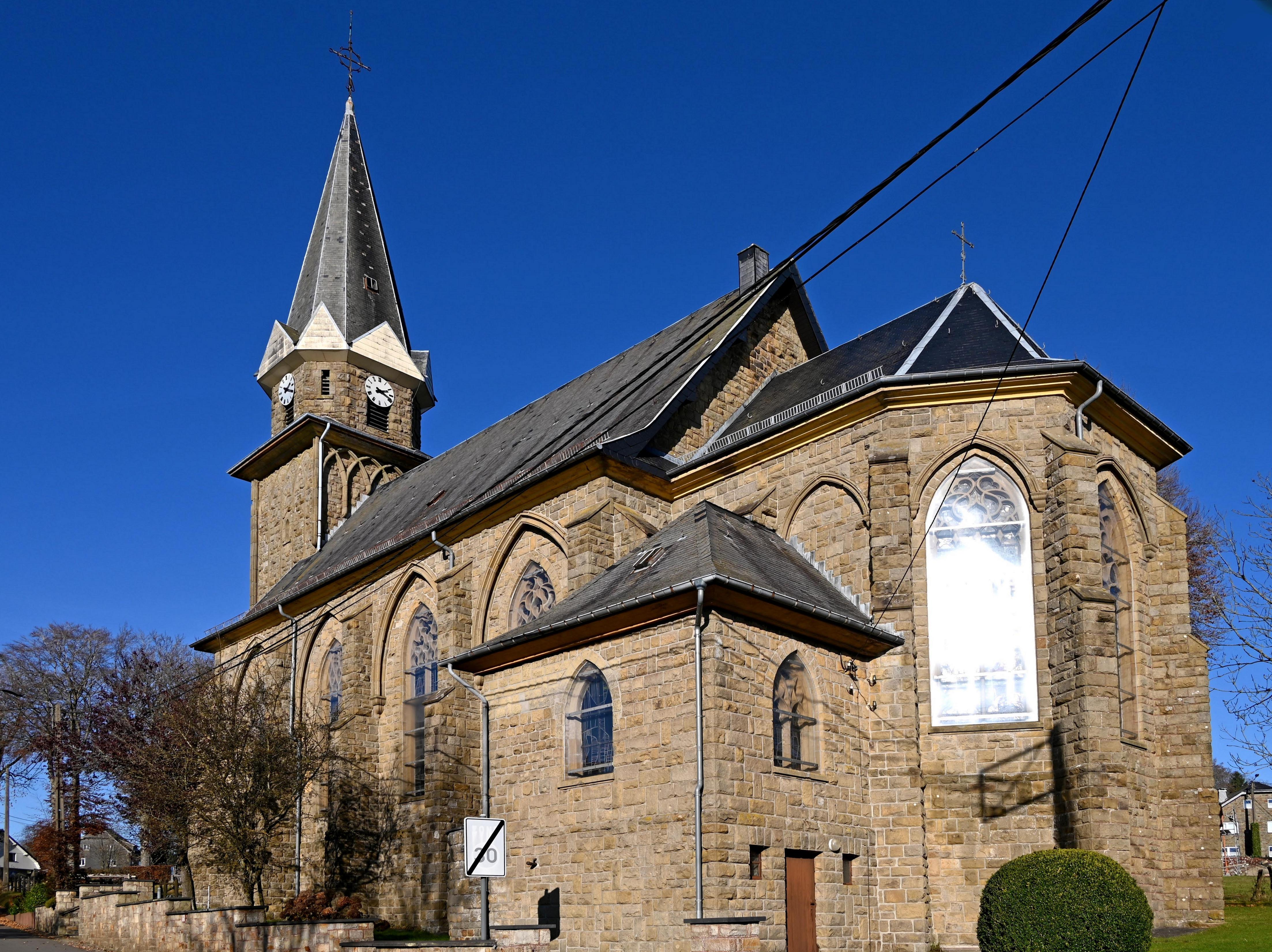
Sint-Jozefkerk

- Voormalige kapel Sint Jozef (Duits:Ehemalige Kapelle St. Joseph):In 1690 kregen de bewoners van het dorp de toestemming om een kapel te bouwen op deze plaats.  Bij de inhuldiging van de nieuwe grotere kerk in 1925 werd de kapel ontwijd en gebruikt als woonhuis.In de Tweede Wereldoorlog werd het gebouw verwoest en na de oorlog heropgebouwd zonder klokkentoren. Sinds de jaren vijftig van de vorige eeuw wordt het gebouw gebruik als verenigingslokaal.[3]

## Trivia
Er bestaat ook een gehucht Hünningen, onderdeel van Sankt Vith.
Deelgemeenten: Büllingen · Manderfeld · Rocherath

Overige kernen: Afst · Allmuthen · Andler Mühle · Berterath · Buchholz · Eimerscheid · Hasenvenn · Hergersberg · Holzheim · Honsfeld · Hüllscheid · Hünningen · Igelmonder Hof · Igelmondermühle · Kehr · Krewinkel · Krinkelt · Lanzerath · Losheimergraben · Medendorf · Merlscheid · Mürringen · Weckerath · Wirtzfeld

Belgische gemeenten · Duitstalige Gemeenschap · Arrondissement Verviers · Luik · Wallonië